# Karel Reiss
Karel Reiss (11. března 1884 Liberec – 1914 Halič), byl český malíř.

## Život
Narodil se v Liberci do německé rodiny soukeníka Františka Reisse a jeho ženy Augusty roz. Schilerové. Ve svém vzdělání zprvu absolvoval 2 třídy občanské školy, následně pak 4 ročníky tzv. pokračovací školy. V dalším vzdělání pokračoval 4 a ½ roku studiem litografie. Poté odešel do Prahy, kde absolvoval v letech 1902-1904 dva ročníky všeobecné školy na umělecko-průmyslové škole. V dalším studiu pokračoval na pražské malířské akademii, kde absolvoval v letech 1904-1905 III. ročník tzv. přípravky u prof. V. Bukovace. Dále pokračoval na téže škole v tzv. speciálce u prof. H. Schwaigra. Ročník 1907-1908 na akademii přerušil a absolvoval vojenskou službu. V roce 1908 školil začínající malíře Jana Paška. V roce 1909 akademii absolvoval.
V srpnu 1914 byl ak. malíř Karel Reiss mobilizován a následně odvelen na frontu 1. sv. války. Během nasazení kdesi na Haliči padl.

## Galerie

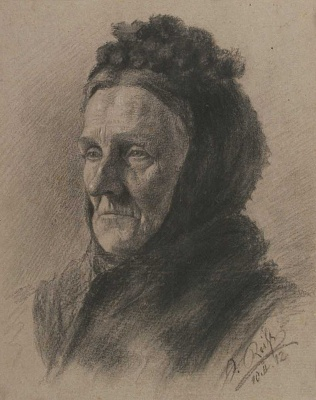
Hlava staré ženy se šálem a čepcem, uhel, karton (1912)
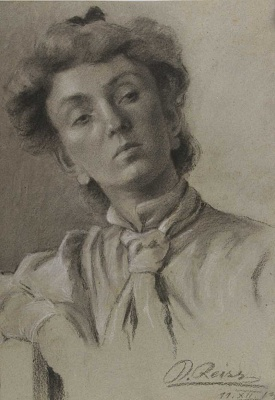
Portrét ženy s vázankou, uhel, křída, karton (1913)
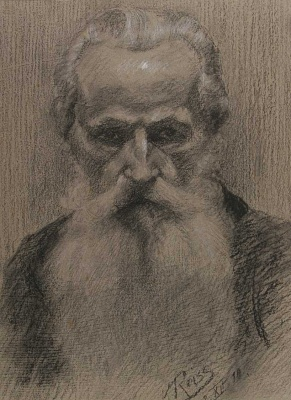
Portrét muže s plnovousem, uhel, křída, karton (1910)
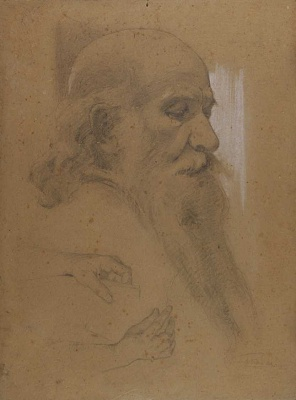
Studie hlavy starce s plnovousem, v dolní části "Studie rukou", tužka, lepenka (1909)